# Glenda Farrellová
Glenda Farrellová (30. června 1904 – 1. května 1971) byla americká herečka. Během své více než 50leté kariéry se nejvíce proslavila rolí reportérky Torchy Blaneové v sérii sedmi filmů. Objevila se také v mnoha broadwayských hrách i televizních filmech a seriálech. V roce 1963 získala televizní cenu Emmy pro nejlepší herečku ve vedlejší roli za roli Marthy Morrisonové v dramatickém seriálu Ben Casey.

## Život

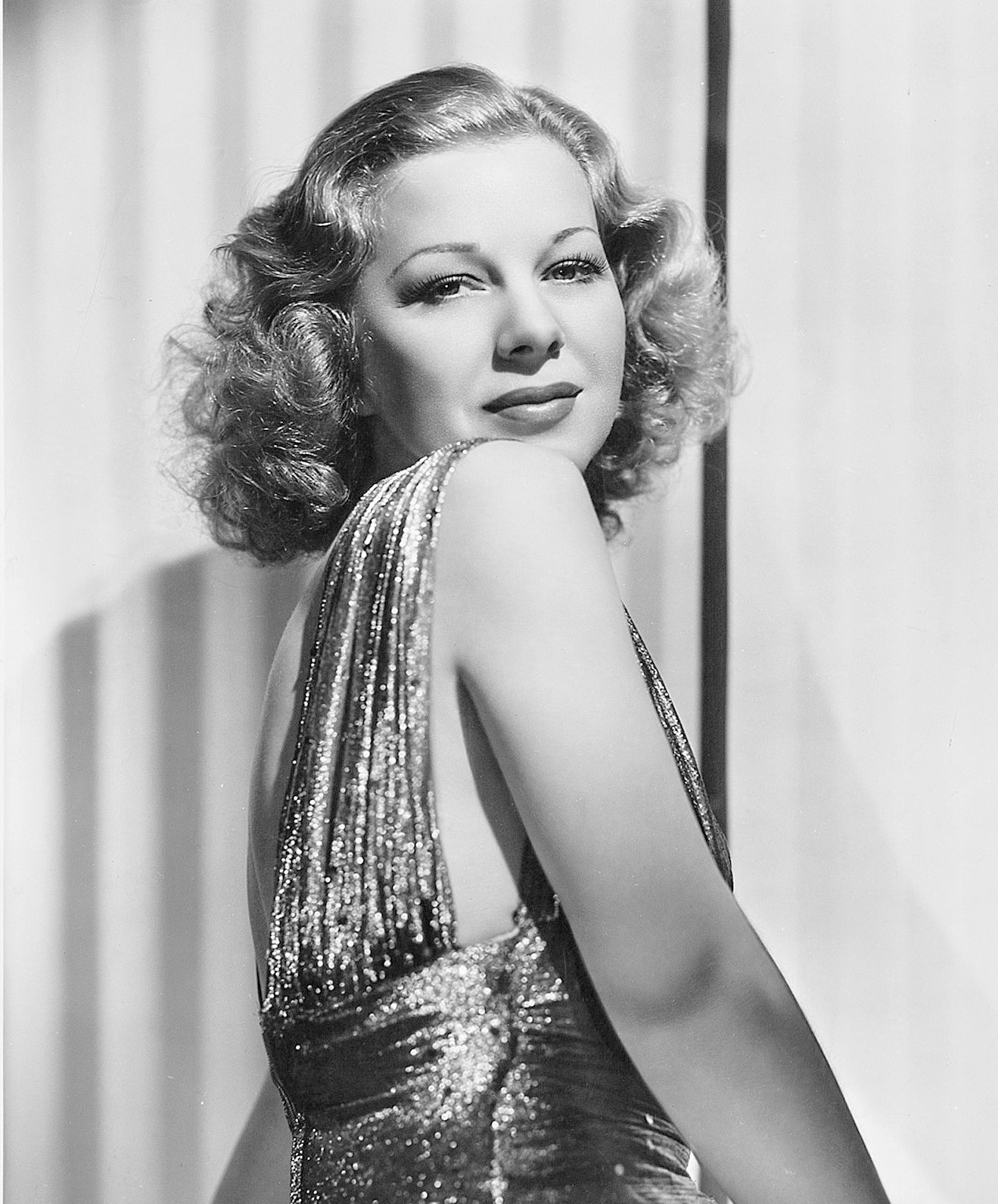
Glenda Farellová v roce 1938

### Mládí a začátek kariéra
Narodila se 30. června 1904 ve městě Enid ve státě Oklahoma jako dcera irského obchodníka s koňmi Charlese Farrella a jeho ženy Wilheminy německého původu. Měla také dva bratry; Dicka a Genea. Již v dětství se s rodinou přestěhovala do Wichity v Kansasu, kde poté v sedmi letech začala hrát v divadle ve hře Chaloupka strýčka Toma. Její matka ji v herectví velmi podporovala, neboť sama chtěla být herečkou, ale nedokázala se nikdy prosadit. O několik let později se rodina opět přestěhovala až do San Diega v Kalifornii, kde dospívající Glenda nastoupila do divadelní společnosti Virginia Brissac Stock Company založené slavnou divadelní herečkou Virginií Brissacovou. V této době se také umístila na třetím místě v soutěži „Fame and Fortune Contest“ (~ soutěž o slávu a štěstí), kterou sponzoroval filmový měsíčník Motion Picture Magazine. Její fotografie byly v čísle z dubna 1919 vydány i s krátkým životopisem, což na ni upoutalo více pozornosti. Její cesta k filmům však byla ještě dlouhá. Po následujících devět let stále ještě účinkovala v divadle a mimo to se také vzdělávala na katolické střední škole Mount Carmel Catholic Academy.

Ve filmu debutovala v roce 1928, kdy se objevila ve vedlejší roli komediálním muzikálu Lucky Boy. Divadlo pro ni však stále znamenalo více než filmy a o rok později se proto odstěhovala do New Yorku, kde ve hře Skidding nahradila svou kolegyni Erin O'Brien-Moore. Hra později posloužila i jako předloha k sérii 16 filmů s Andym Hardym, kterého ztvárňoval Mickey Rooney. V roce 1930 se k filmům vrátila a po jednom krátkometrážní snímku Lucky Break byla obsazena do gangsterky Malý Cézar (1931). Svou první hlavní roli ztvárnila po boku Edwarda G. Robinsona a Douglase Fairbankse Jr. Po skončení natáčení se však hned vrátila zpět na Broadway a za své výkony ve hře Life Begins sklidila nadšené recenze.
Připouštím, že ve filmech jsou obrovské peníze, ale cítím, že divadlo je základem herecké profese.
Filmové studio Warner Bros. se však nenechalo odbýt a nabídlo jí roli ve filmové adaptaci hry Life Begins. Glenda jim na nabídku kývla, a nakonec s nimi podepsala i sedmiletou smlouvu. Zpátky na divadelní jeviště se poté vrátila až v roce 1939. Během prvních pěti let u Warner Bros. se objevila v bezmála 40 filmech včetně film-noiru Jsem uprchlý galejník (1932), komedie Podsvětí ve fraku (1933) nominované na Oscara a muzikálu Gold Diggers of 1935 (1935). V devíti filmech byla také spárována se svou přítelkyní Joan Blondellovou. V roce 1937 však přišla jedna z jejích zlomových rolí, kdy se v komediálním dramatu Smart Blonde objevila jako reportérka Torchy Blaneová. Snímek se stal překvapivým hitem a vedení studia brzy začalo vyvíjet další filmové adaptace detektivních románů Fredericka Nebela. Během dvou let se jako Torchy objevila v sedmi filmech a její popularita rychle stoupla. V roce 1937 také poprvé vystoupila v rozhlasovém seriálu Vanity and Playhouse a dokonce byla i na jeden rok zvolena starostkou čtvrti North Hollywood.

### Pozdější kariéra

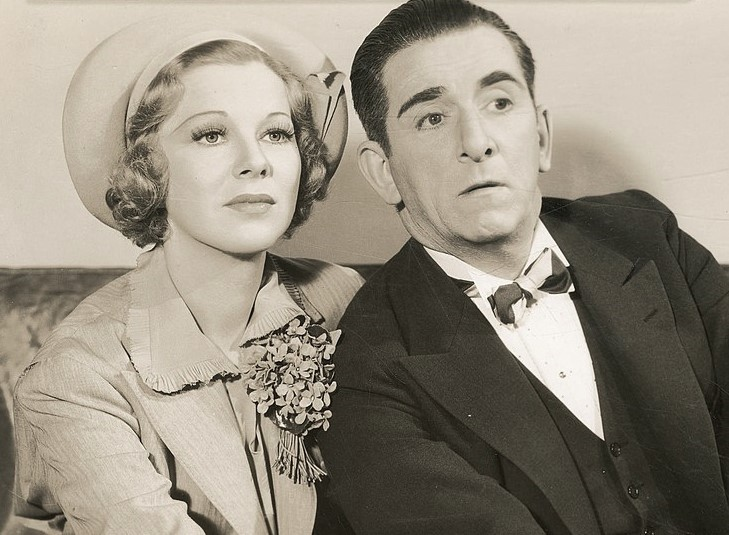
Glenda Farellová a Edward Everett Horton ve filmu Nobody's Fool (1936)

V roce 1939 jí vypršela smlouva s Warner Bros. a Glenda se rozhodla vrátit se zpět na divadelní jeviště. V červenci 1939 začala hrát v divadle Westport Country Playhouse ve Westportu, ale brzy se přesunula opět na Broadway, kde se spolu s Lylem Talbotem a Alanem Dinehartem objevila ve hře Separate Rooms v divadle Plymouth. Během dvou let ji odehrála celkem 613krát a v roce 1941 se opět vrátila i na stříbrné plátno úspěšným film-noirem Johnny Eager. Na další dvě dekády tak střídavě hrála ve filmech i v divadle. Mezi její nejvýznamnější snímky ze 40. a 50. let patří například; komedie Rozruch ve městě (1942), western Apache War Smoke (1952) nebo dramata Girls in the Night (1953) a Uprostřed noci (1959). V roce 1949 také debutovala v televizi v antologickém seriálu The Chevrolet Tele-Theatre a během následujících dvaceti let se objevila v dalších více než 40 seriálech (vč. Kraft Television Theatre, Studio One a United States Steel Hour).
V roce 1963 získala za hostování v dvoudílné epizodě seriálu Ben Casey dokonce cenu Emmy pro nejlepší herečku v dramatickém seriálu. O pět let později nakonec oznámila svůj odchod z herectví, ale brzy se vrátila a svou kariéru definitivně ukončila až v roce 1970. Jejím posledním hereckým počinem se stala broadwayská hra Forty Carats. Svou kariéru byla donucena ukončit ze zdravotních důvodů, jejichž příčinu jí později diagnostikovali jako rakovinu plic.

### Osobní život a smrt
Svého prvního manžela – filmového střihače Thomase Richardse potkala roce 1920 na benefičním plese námořnictva v San Diegu. Vzali se v roce 1921 a o osm let později se rozvedli. Vychovali spolu syna Tommyho Farella, který se později stal hercem. V roce 1931 byla Glenda zasnoubena s hercem Jackem Durantem, ale na svatbu nakonec nedošlo. V roce 1941 se vdala podruhé, za leteckého majora a chirurga Henryho Rosse. Manželé zůstali po 30 let až do její smrti.
Glenda Farellová zemřela na rakovinu plic 1. května 1971 ve svém domě v New Yorku ve věku 66 let.

## Filmografie (výběr)

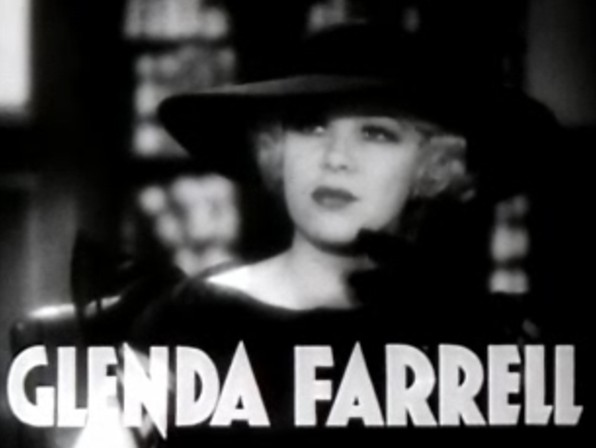
Glenda Farrellová ve filmu Havana Windows (1933)

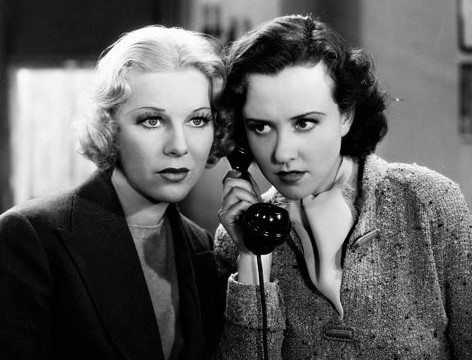
Glenda Farrellová a Margaret Lindsay ve filmu The Law in Her Hands (1936)

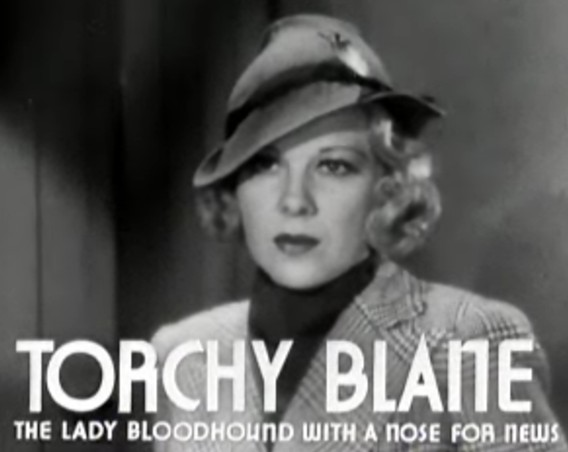
Glenda Farrellová ve filmu Smart Blonde (1937)

### Filmy
- 1931 Malý Cézar (režie Mervyn LeRoy)
- 1932 Life Begins (režie Elliott Nugent a James Flood)
- 1932 Jsem uprchlý galejník (režie Mervyn LeRoy)
- 1933 Mystery of the Wax Museum (režie Michael Curtiz)
- 1933 Girl Missing (režie Robert Florey)
- 1933 Podsvětí ve fraku (režie Frank Capra)
- 1933 Man's Castle (režie Frank Borzage)
- 1933 Havana Widows (režie Ray Enright)
- 1934 The Big Shakedown (režie John Francis Dillon)
- 1934 Dark Hazard (režie Alfred E. Green)
- 1934 Kansas City Princess (režie William Keighley)
- 1935 We're in the Money (režie Ray Enright)
- 1935 Miss Pacific Fleet (režie Ray Enright)
- 1936 Gold Diggers of 1937 (režie Busby Berkeley a Lloyd Bacon)
- 1937 Smart Blonde (režie Frank McDonald)
- 1937 Fly Away Baby (režie Frank McDonald)
- 1938 Blondes at Work (režie Frank McDonald)
- 1938 Torchy Gets Her Man (režie William Beaudine)
- 1939 Torchy Blane in Chinatown (režie William Beaudine)
- 1941 Johnny Eager (režie Mervyn LeRoy)
- 1942 Rozruch ve městě (režie George Stevens)
- 1943 A Night for Crime (režie Alexis Thurn-Taxis)
- 1952 Apache War Smoke (režie Harold F. Kress)
- 1959 Uprostřed noci (režie Delbert Mann)
- 1964 Roztržitý sanitář (režie Frank Tashlin)

### Seriály
- 1949–1958 Studio One (4 epizody)
- 1952–1953 Armstrong Circle Theatre (2 epizody)
- 1956–1957 Kraft Television Theatre (5 epizod)
- 1960–1963 The United States Steel Hour (5 epizod)
- 1963 Ben Casey (2 epizody)